# 二氯合碘酸铯
二氯合碘酸铯是一种无机化合物，化学式为CsICl2，它是橙色晶体，在冷水中溶解度较小、热水中较大。它可由悬浮碘的热的氯化铯溶液和氯气反应制得。它可用于铯的提纯。
它可以形成三方晶系晶体，空间群R3m，a=5.469 Å，α=70.67 °。